# Österreichische Gesellschaft für Literatur

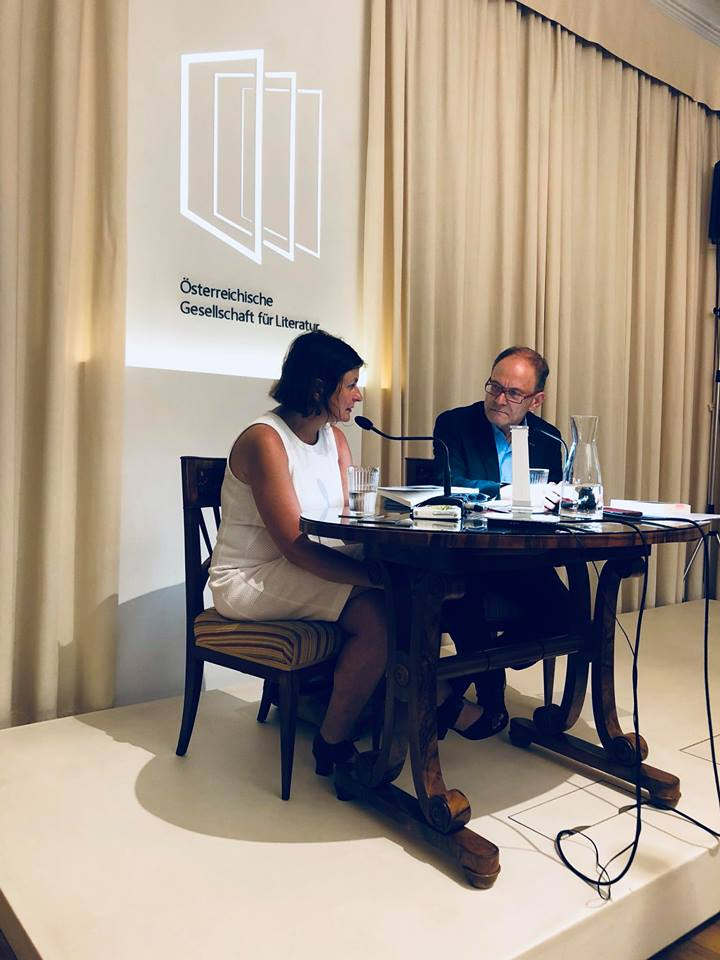

Die Österreichische Gesellschaft für Literatur ist ein 1961 gegründeter Verein zur Durchführung literarischer Veranstaltungen mit Sitz im Wiener Palais Wilczek (Herrengasse 5).
Der Wiener Kulturpublizist Wolfgang Kraus war Gründer und erster Präsident der Gesellschaft. Er formulierte als Ziele der Vereinigung:
1. Die Präsentation von Neuerscheinungen der zeitgenössischen österreichischen Literatur.
2. Die Schaffung einer zumindest temporären Heimat für Emigranten, die das offizielle Österreich nicht zurückgeholt hat.
3. Schaffung von Kontakten zu Autoren, Übersetzern sowie zu Literaturwissenschaftlern jenseits des Eisernen Vorhanges.

Die Vereinigung wurde am 18. Dezember 1961 präsentiert, die Veranstaltungstätigkeit begann 1962. Zu den ersten Gästen zählten Erich Fried, Jean Améry, Manès Sperber und Elias Canetti.
Die Österreichische Gesellschaft für Literatur führte bisher an die 3000 Abendveranstaltungen, Matineen und Symposien durch, mit über 4000 Gästen. 
Wolfgang Kraus leitete die Gesellschaft bis 1994, seine Nachfolgerin war die Schriftstellerin Marianne Gruber. Seit Januar 2014 liegt die Leitung in den Händen des Germanisten Manfred Müller.